# Calliandra conferta
Calliandra conferta är en ärtväxtart som beskrevs av George Bentham. Calliandra conferta ingår i släktet Calliandra och familjen ärtväxter. Inga underarter finns listade i Catalogue of Life.